# 王义东
王义东（1969年1月—），黑龙江青冈人，汉族，中国共产党党员。中华人民共和国政治人物、第十三届全国人民代表大会广东地区代表。
担任中国石油天然气股份有限公司广东石化分公司生产准备中心主任。2018年2月24日，当选为第十三届全国人大代表。